# (13185) Agasthenes
(13185) Agasthenes (1996 TH52) – planetoida z grupy trojańczyków okrążająca Słońce w ciągu 11,79 lat w średniej odległości 5,18 j.a. Odkryta 5 października 1996 roku.